# Pirata Tour '90
Pirata Tour '90 è un video live del gruppo musicale rock italiano Litfiba realizzato durante il tour '90 di Pirata.
Durante il concerto fu suonata anche Re del silenzio, che tuttavia fu tagliata dal video.

## Videoclip
Il video è stato interamente ripreso dalla regia di Enrico Porreca, durante il concerto tenuto dal gruppo il 25 marzo 1990 presso il palasport di Santeramo in Colle.
Sul retro della custodia della VHS, il brano Rawhide è attribuito a "M. Grant", in realtà fu scritto/composto da Ned Washington/Dimitri Tiomkin.

## Tracce
1. Amigo - (Litfiba)
2. Tex - (Litfiba)
3. Rawhide - (Washington/Tiomkin)
4. Apapaia - (Litfiba)
5. Vendette - (Litfiba)
6. Paname  - (Litfiba)
7. Cangaceiro - (Litfiba)
8. Il vento - (Litfiba)
9. Dio - (Litfiba)
10. Cuore di vetro - (Litfiba)
11. Lulù e Marléne - (Litfiba)
12. Louisiana - (Litfiba)
13. Cannon song - (K. Weill/B. Brecht)
14. Cafè, Mexcal e Rosita - (Litfiba)
15. Il tempo di morire (cover di Lucio Battisti) - (Mogol/Battisti)
16. Ci sei solo tu - (Litfiba)
17. Tequila - (Chuck Rio)

## Formazione
- Piero Pelù - voce
- Ghigo Renzulli - chitarre
- Antonio Aiazzi - tastiere
- Roberto Terzani - basso, cori
- Candelo Cabezas - percussioni
- Daniele Trambusti - batteria